# Hodrick-Prescott-Filter
Der Hodrick-Prescott-Filter ist ein mathematisches Mittel der Makroökonomie zur Analyse von Konjunkturzyklen. Er wird benutzt, um eine Zeitreihe auszugleichen, so dass diese weniger abhängig von kurzfristigen Schwankungen ist. Der Hodrick-Prescott-Filter separiert den Trend einer Zeitreihe von der zyklischen Komponente. Mit ihm kann man die Zeitreihen stationarisieren.

## Die Formel
Es sei {\displaystyle y_{t}\,} mit {\displaystyle t=1,2,...,T\,} der Logarithmus der Zeitreihe. Gegeben ein positives {\displaystyle \lambda }, gibt es eine TrendKomponente, {\displaystyle \tau \,}, die den folgenden Term minimiert
{\displaystyle \sum _{t=1}^{T}{(y_{t}-\tau _{t})^{2}}+\lambda \sum _{t=2}^{T-1}{[(\tau _{t+1}-\tau _{t})-(\tau _{t}-\tau _{t-1})]^{2}}.}
Der erste Term ist die Summe der Abweichungsquadrate von {\displaystyle d_{t}=y_{t}-\tau _{t}}. Der zweite Term ist ein Vielfaches {\displaystyle \lambda } der Summe der quadrierten zweiten Differenz der Trend-Komponente. Dieser Term bestraft die Variation in der Trend-Komponente. Je höher {\displaystyle \lambda }, desto größer die Bestrafung. Robert J. Hodrick und Edward C. Prescott verwenden {\displaystyle \lambda =1600} für Quartalszahlen.
Der Hodrick-Prescott-Filter ist ein zweiseitiger Filter. Er kann den Trend flexibler ausgleichen als ein einfacher linearer Filter.
Der Filter wurde zwar nach Hodrick und Prescott benannt, aber wahrscheinlich hat der Mathematiker John von Neumann schon früher ein ähnliches Mittel erfunden.
Der HP-Filter ist zwar das beliebteste Mittel zur Eliminierung einer zyklischen Komponente oder einer Trendkomponente, dennoch wird er vielfach kritisiert. Vor allem weist der Filter an den Rändern eine Verzerrung auf, da für die Randwerte Schätzwerte eingesetzt werden müssen, um Differenzen bilden zu können. Zudem kann der Filter per Konstruktion längere Trendabweichungen nicht ausweisen. Er ist, durch die Wahl von  {\displaystyle \lambda }, auf eine bestimmte maximale Länge des Konjunkturzyklus festgelegt. Eine Rezession von mehr als drei Jahren würde zum Beispiel bereits als Abwärtstrend gewertet.  {\displaystyle \lambda } bleibt letztlich ein frei gewählter Parameter, der keine theoretische Fundierung aufweist.

## Modifikation
Um das Problem der Verzerrung an den Rändern zu lösen, benutzt die Schweiz, die im Rahmen der Schuldenbremse auf dieses Filterverfahren angewiesen ist, eine modifizierte Version, den so genannten modifizierten Hodrick-Prescott-Filter. Dabei sind die Gewichte der letzten Perioden reduziert, so dass die Verzerrung neutralisiert wird.